# Brasiliense Futebol Clube
O Brasiliense Futebol Clube, mais conhecido simplesmente como Brasiliense ou pelo apelido de Jacaré, é um clube de futebol brasileiro, sediado em Taguatinga, no Distrito Federal. Fundado em 1 de agosto de 2000. Atualmente, disputa o Campeonato Brasiliense e a Copa Verde.
O clube é conhecido pela alcunha de Jacaré, que é o seu mascote. Suas cores são o verde, o amarelo e o branco, em referência às cores da bandeira do Distrito Federal.
O Brasiliense foi fundado em 2000 pelo ex-senador Luiz Estevão, após Estevão comprar os direitos esportivos do extinto Atlântida Futebol Clube, de Taguatinga. O Brasiliense é considerado um dos maiores clubes do centro-oeste brasileiro, tal realidade foi possível devido a sua ascensão meteórica às principais competições nacionais e feitos prodigiosos ao longo de suas apenas duas décadas de existência. Antes de completar 2 anos de existência, o clube conseguiu chegar à final da Copa do Brasil de 2002, sendo derrotado pelo Corinthians na decisão. É ainda o detentor da maior sequência de títulos estaduais no Distrito Federal com 6 títulos ganhos de 2004 a 2009. Foi também o time mais jovem a jogar a Série A na história, feito conquistado em 2005, apenas 5 anos após sua fundação.

## História

### Antecendentes
O Atlântida Esporte Clube foi criado em 8 de julho de 1986 em Taguatinga, por trabalhadores da Atlântida Móveis, uma loja de móveis na capital brasileira. Profissionalizou-se em 1997, quando disputou o Campeonato Brasiliense da Segunda Divisão. No seu jogo de estreia, venceu o Cristalinense por 2x1.[carece de fontes?]
Em 1 de agosto de 2000, Atlântida cedeu o direito de participar na Segunda Divisão Candanga para o político Luís Estêvão, que funda o Brasiliense Futebol Clube para substituir o Atlântida.

### Primeiro título e acesso à principal divisão do Distrito Federal
Em 2000, menos de 5 meses após a sua fundação, o clube conquista o seu primeiro título, o Campeonato Brasiliense da 2ª Divisão de 2000, após derrotar ARUC por 2 x 0 no Estádio Mané Garrincha.[carece de fontes?]
No ano seguinte, o clube chega a final do Campeonato Brasiliense, sendo derrotado por aquele que se tornaria o seu arquirrival, a Sociedade Esportiva do Gama. O atacante do Brasiliense Weldon foi o artilheiro da competição, com 13 gols.[carece de fontes?]
Com o segundo lugar no Candangão de 2001 o Jacaré garantiu vaga na Copa do Brasil, Campeonato Brasileiro da Série C e na Copa Centro-Oeste em 2002.[carece de fontes?]

### Finalista da Copa do Brasil 2002
Com apenas dois anos de história, o Jacaré conseguiu um feito inédito para um time do Distrito Federal. O clube se tornou a primeira equipe do distrito a chegar até a decisão de um campeonato nacional. Em sua primeira participação na Copa do Brasil de Futebol, o clube chegou até a decisão, se tornando o mais novo finalista de uma Copa do Brasil.[carece de fontes?]
Antes de chegar a final, o clube eliminou adversários tradicionais como o Náutico, o Fluminense e o Atlético Mineiro, decidindo o título contra o Corinthians.
A primeira partida foi realizada no Estádio Morumbi, tendo como mandante o Corinthians. O Brasiliense saiu derrotado por 2x1. Na segunda partida na Boca do Jacaré, o Brasiliense empatou por 1 x 1 com o Corinthians, com um gol de falta de Wellington Dias, ficando com o vice-campeonato da Copa do Brasil de 2002.

### Campeão Brasileiro da Série C 2002
O Brasiliense e o CFZ foram os representantes do futebol do Distrito Federal no Campeonato Brasileiro Série C em 2002.
Os clubes do Distrito Federal fizeram parte do Grupo 9, juntamente com Anápolis, de Anápolis (GO) e o Grêmio Esportivo Inhumense, de Inhumas (GO).

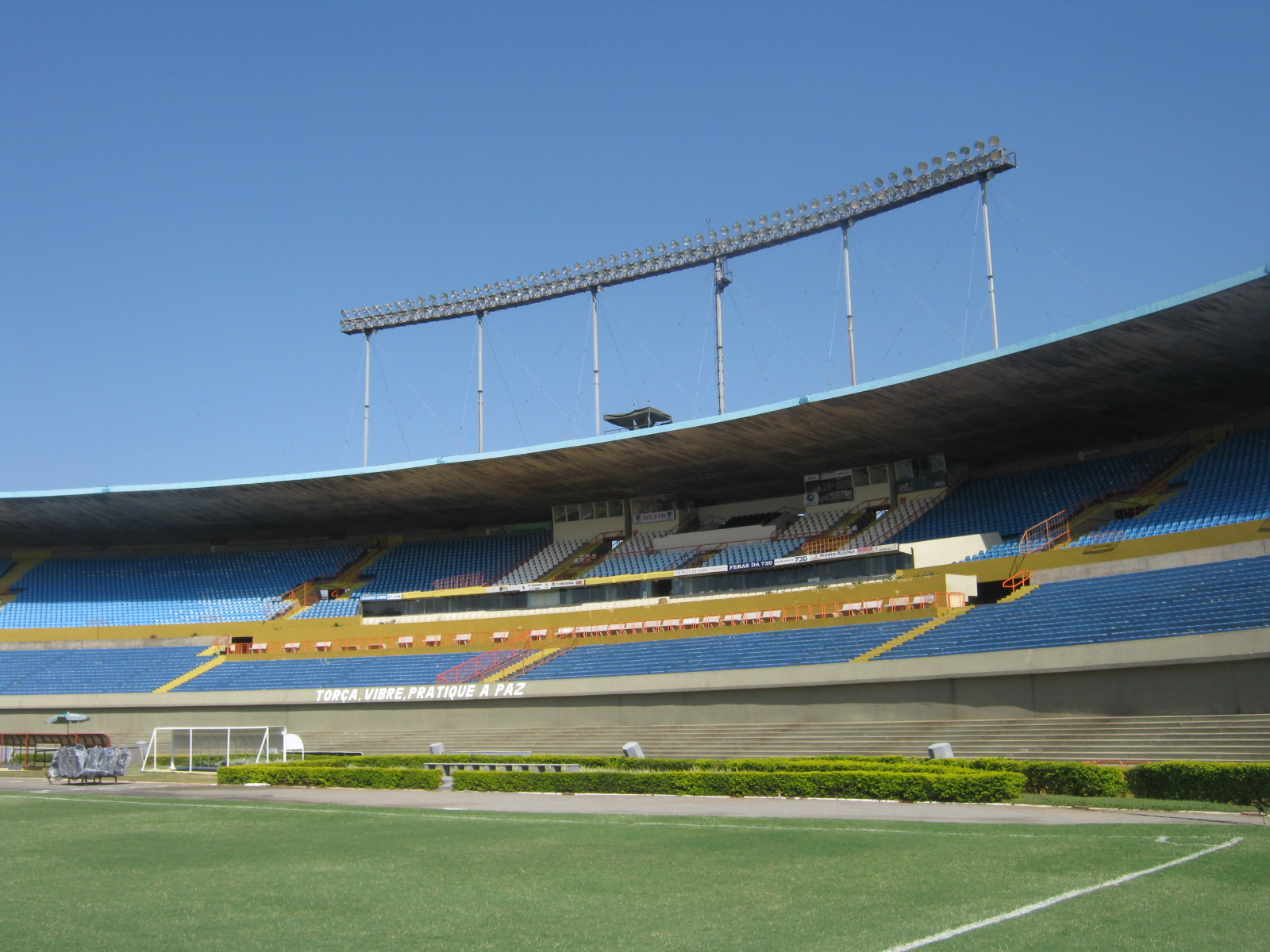
Por causa de uma briga no Estádio Boca do Jacaré o Brasiliense perdeu o mando de campo tendo que mandar o jogo da decisão no Estádio Serra Dourada em Goiânia.

Apenas o Brasiliense passou para a Segunda Fase, quando as 32 equipes classificadas da 1ª fase formaram 16 novos grupos de dois clubes cada. Ao levar a melhor sobre o CENA, de Nova Andradina (MS), o Brasiliense classificou-se para a Terceira Fase.
Na Terceira Fase, as 16 equipes classificadas foram divididas em 8 novos grupos, com dois clubes cada. O Brasiliense voltou a enfrentar o Anápolis e superou novamente o clube goiano, classificando para a Quarta Fase.
Na Quarta Fase, as 8 equipes classificadas foram divididas em 4 novos grupos, com dois clubes cada. O Brasiliense enfrentou o Villa Nova, de Minas Gerais, ao qual venceu duas vezes e se qualificou para a Fase Final do campeonato.
Os quatro clubes que chegaram à Fase Final foram Brasiliense, Ipatinga, Marília e Nacional Futebol Clube (Amazonas).
Esses quatro clubes se enfrentaram em jogos de ida e volta. O Brasiliense somou mais pontos, tornou-se Campeão Brasileiro da Série C e garantiu uma das duas vagas para a Série B de 2003. Brasiliense e Marília chegaram à última rodada com chances de serem campeões, o Brasiliense com 11 pontos e o Marília, com 10. O empate deu o título ao Brasiliense.
O clube ainda teve os dois artilheiros da competição, com 11 gols, Túlio Maravilha e Wellington Dias.

### Primeiro título regional e campeão brasileiro da Série B
No campeonato brasiliense de 2004, o Brasiliense antecipou o inédito título no campeonato com uma vitória de 1 x 0 sobre o Gama, na decisão do returno.

### Campeão Brasileiro da Série B em 2004
Em um campeonato disputado por diversas equipes tradicionais do futebol brasileiro, o Brasiliense se classificou com folga à segunda fase do torneio após liderar a primeira fase.
Na segunda fase o time caiu no grupo com Santa Cruz, Ituano e Fortaleza, e o Brasiliense teve muito trabalho nessa fase, classificando-se após um empate em 1 x 1 com o Santa Cruz na última rodada.
No quadrangular final, o time teria que encarar os outros três melhores clubes da competição que eram Bahia, Avaí e Fortaleza.
O jogo do acesso do time do Distrito Federal à elite brasileira foi contra o Fortaleza. Com gol do zagueiro Durval, o Brasiliense conquistou pela primeira vez o acesso.
O Brasiliense sagrou-se campeão do Campeonato Brasileiro Série B de 2004 derrotando o Bahia por 3x2.

### Rebaixamento e semifinalista da Copa do Brasil de 2007
Consequentemente tentou competir na elite do futebol brasileiro em 2005, mas o novato não foi capaz de resistir e foi rebaixado na lanterna do campeonato, em 22° lugar.
Depois do rebaixamento no Campeonato Brasileiro da Série A de 2005 o Brasiliense teve muitos altos e baixos ficando 5 anos na Série B.
Teve grande destaque na Copa do Brasil de Futebol de 2007 chegando às semifinais, quando foi eliminado pelo Fluminense, com grande falha do zagueiro Thiago Martins, que mais tarde viria a abandonar a carreira futebolística para investir no ramo alimentício.
Nessa época a rivalidade com o Gama ganhou dimensão nacional. Os dois times se enfrentaram sete vezes pela Série B, com três vitórias para cada um e ficaram bem equilibrados os duelos a nível nacional.
O "Esquadrão Amarelo" completou a sua partida de número 600 no dia 14 de maio de 2011, ao empatar em 0x0 com o rival Gama diante de 15.645 torcedores na Boca do Jacaré pelo Campeonato Brasiliense. Neste jogo, o clube conquistou Heptacampeão do Campeonato Brasiliense. O Brasiliense levou o título por ter feito melhor campanha do campeonato.

### Rebaixamentos
Depois de ter sido rebaixado para Série B de 2010, o clube viveu em 2013 o momento mais melancólico de sua história, mesmo conquistando o Octacampeonato Brasiliense na vitórias de 3 x 0 em cima do Brasília no Estádio Mané Garrincha - primeiro título do estádio pós reforma para a Copa do Mundo FIFA de 2014.
Uma derrota por 2 a 1 para o Cuiabá em plena Boca do Jacaré, em jogo que poderia valer sua classificação para a segunda fase da Série C, acabou rebaixando o clube para a Série D, a mais baixa divisão do campeonato brasileiro de futebol.
O clube começou o ano de 2014 tentando se recuperar, mas a má fase se estendeu e, ainda no primeiro semestre, o Brasiliense amargou eliminações na Copa do Brasil e no Campeonato Brasiliense, onde nem sequer chegou a disputar a final. Disputou a Série D, mas mesmo se reanimando após uma boa campanha na Primeira Fase da competição, o Jacaré caiu nas Quartas-de-Final para o Brasil de Pelotas, novamente em plena Boca do Jacaré, nos pênaltis, por 4 a 3.

### Prisão de Luiz Estevão e nova diretoria
Em 7 de março de 2016, 10 anos após ser condenado a 31 anos de prisão por crimes cometidos no desvio de verbas na obra Fórum Trabalhista de São Paulo, Luiz Estevão teve o pedido de prisão imediata determinada pela 1º vara da Justiça Federal de São Paulo, a partir do entendimento do STF para a prisão em segunda instância.
Sem poder dirigir a equipe, ele coloca a filha, Luiza Estevão, para o cargo de diretora, se tornado a mais jovem dirigente de futebol do país.
Em sua gestão, depois de ficar três anos sem ganhar títulos, o Brasiliense enfim foi campeão do Campeonato Brasiliense de 2017, ao derrotar o Ceilândia Esporte Clube por 3 x 2 no Estádio Mané Garrincha. Com a conquista do Eneacampeonato Brasiliense, o Brasiliense conquistou a vaga para a Copa do Brasil 2018, Copa Verde 2018 e Série D do Campeonato Brasileiro 2018.
O clube vem mantendo boas campanhas nos últimos anos, tendo chegado a final do Campeonato Brasiliense em 2018, 2019 e 2020, e disputa a Copa do Brasil e a Copa Verde desde 2018.
Considerado uma das equipes de maior investimento do Campeonato Brasileiro da Série D, o clube disputou a competição desde 2018 até 2024, ficando de fora em 2025, estando também classificado para a competição em 2021. O clube ainda almeja voltar a disputar as principais divisões do país. Em 2018, foi eliminado pelo Campinense e em 2019 pelo Vitória-ES. Em 2020, o clube esteve no mesmo grupo de seu arquirival Gama.
Em 2021 bate o Remo nos pênaltis e vence a Copa Verde, a primeira de sua história.
Em 2023, foi eliminado na 2° fase da Copa do Brasil pelo Botafogo por 7x1, a maior goleada da sua história. Pela Série D do mesmo ano, aplicou a maior goleada da história do Campeonato Brasileiro (considerando-se todas as divisões): 10 a 0 sobre o Interporto FC.
Em 2024, ficou em 4° lugar no Campeonato Brasiliense de Futebol de 2024 sendo eliminado pelo Capital ´por 6 a 3 no agregado, foi eliminado nas quartas de final da Copa Verde de Futebol de 2024 para o Cuiabá com um agregado de 8 a 2, na Copa do Brasil de Futebol de 2024 foi eliminado na segunda fase, após um empate em 1 a 1 no tempo normal o Jacaré perdeu por 3 a 1 nos pênaltis para o Criciúma, na Campeonato Brasileiro de Futebol de 2024 - Série D o time da Capital Federal, foi eliminado nas quartas de final, após um empate em 1 a 1 no agregado o Brasiliense perdeu por 3 a 2 nos pênaltis para o time do Retrô.
Em 2025, o time ficou com o 3° lugar no Campeonato Brasiliense de Futebol de 2025 sendo eliminado pelo seu maior rival o Gama por 3 a 0 no agregado, na Copa Verde de Futebol de 2025 foi eliminado pelo Goiás, após um empate em 3 a 3 o Jacaré perdeu por 5 a 4 nos pênaltis.
Campeão da Copa Verde de 2020
Na primeira fase, o Brasiliense venceu o Vitória-ES fora de casa por 4 a 0 e se classificou para enfrentar o Luverdense nas oitavas de final, que o time da Capital Federal venceu por 2 a 1, a equipe enfrentou o Atlético Goianiense em dois jogos, ganhando o primeiro por dois a um e também ganhou o segundo só que por 3 a 1, na semifinal o Jacaré enfrentou o Vila Nova ganhando o primeiro jogo por 2 a 0 e perdendo na volta por 3 a 1, nos pênaltis o Brasiliense venceu por 5 a 3, se classificando para enfrentar o Remo, o primeiro jogo da final foi disputado no estádio Mané Garrincha em 21 de fevereiro, quando o clube mandante, Brasiliense, venceu o adversário de virada. O primeiro gol do embate foi marcado por Wallace, do Remo, aos 21 minutos. O atleta finalizou após receber bom passe de Felipe Gedoz. Contudo, o Brasiliense virou o placar com Sandy e Aldo. O primeiro marcou aos 31 minutos, quando recuperou a posse da bola e arrematou de longa distância. Já o segundo decretou os números finais do confronto aos 34 minutos do segundo tempo.
O último jogo do campeonato ocorreu no estádio Edgar Augusto Proença, em Belém, apenas três dias depois do primeiro. Os primeiros minutos foram equilibrados; contudo, o Remo começou a se impor ofensivamente. O clube paraense desperdiçou duas chances de gols até finalmente abrir o placar com Fredson. O segundo tempo iniciou com o Brasiliense aproveitando a única chance de gol que teve: Zé Love completou o cruzamento do lateral Diogo. Por outro lado, o Remo não tardou para retomar a liderança no placar. Aos 14 minutos, o defensor Wagner foi expulso. Logo depois, Rafael Jensen marcou. O Remo, no entanto, não conseguiu ampliar e acabou sendo derrotado nas penalidades.
Com o resultado, o Brasiliense conquistou um título inédito, sendo este o décimo segundo título de sua história de vinte anos. O feito também garantiu o clube na terceira fase da Copa do Brasil de 2021.

## Estrutura

### Estádios
| Nome           | Localização | Anos de Uso                    |
| -------------- | ----------- | ------------------------------ |
| Boca do Jacaré | Taguatinga  | 2001–presente                  |
| Mané Garrincha | Brasília    | 2013–presente (Diversos jogos) |

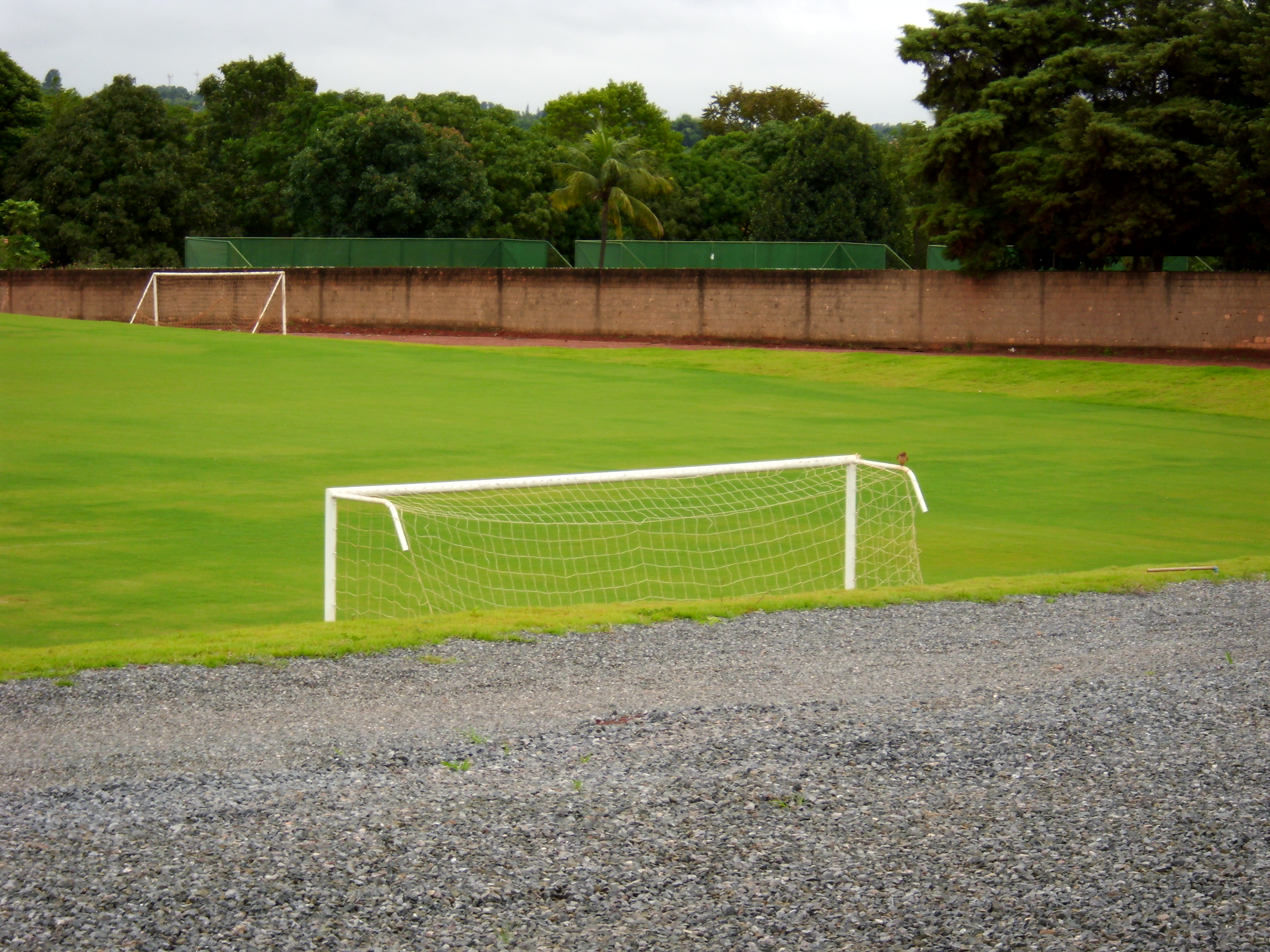
Centro de treinamento do Brasiliense, localizado no Setor de Clubes Esportivos Sul

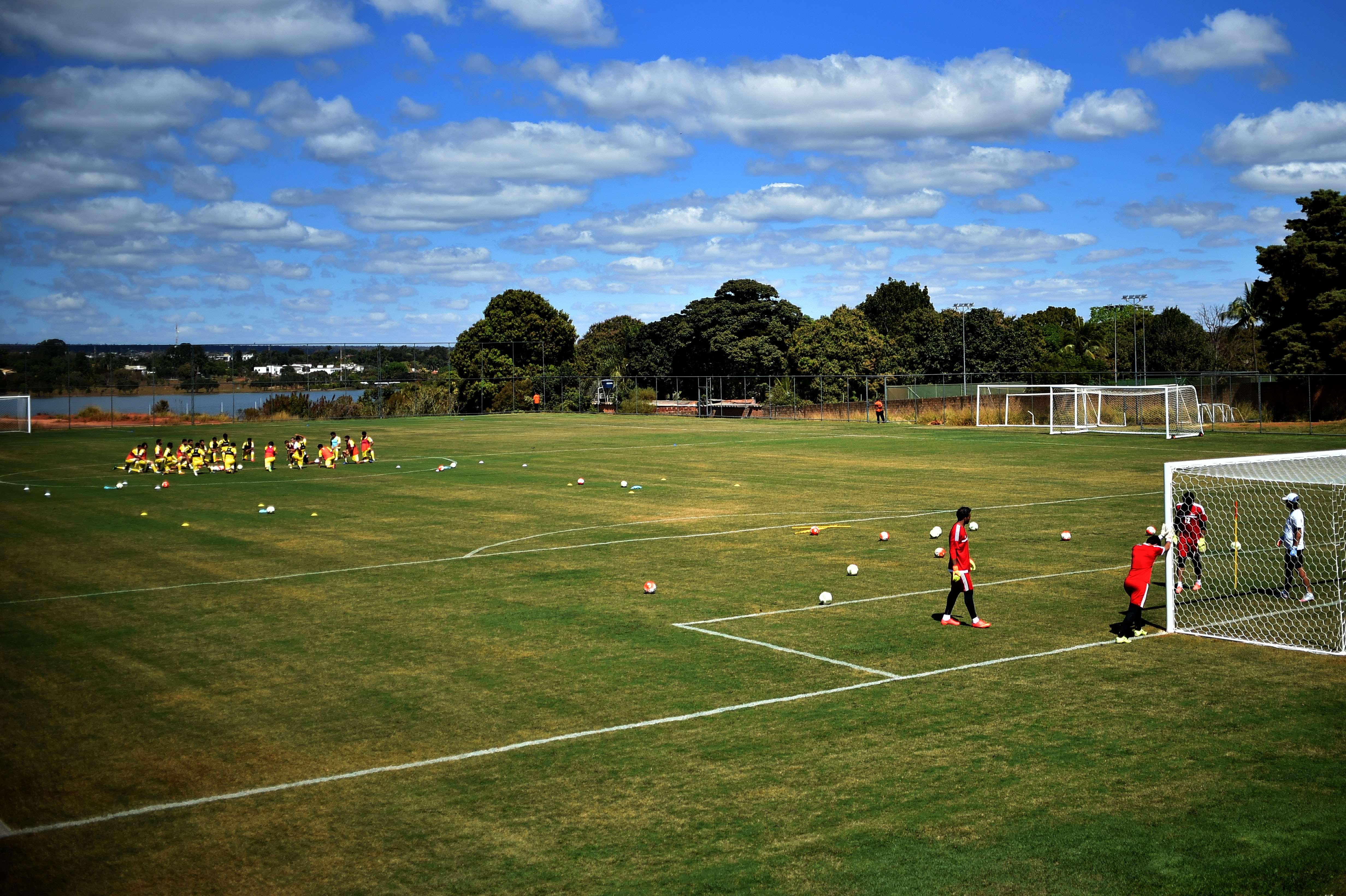
Centro de Treinamento as margens do Lago Paranoá.

Historicamente, o Brasiliense manda seus jogos no Estádio Elmo Serejo Farias, na região administrativa de Taguatinga. Apelidado de Serejão, os torcedores apelidaram o estádio de Boca do Jacaré, por ser a casa do Brasiliense. O estádio recebe o nome do ex-governador do Distrito Federal, Elmo Serejo Farias, que governou o Distrito Federal entre os anos de 1974 e 1979. A primeira partida do Brasiliense na Boca do Jacaré, foi na vitória sobre o tradicional Brasília 3 x 1 com dois gols marcados por Weldon e outro pelo então capitão Darci. Anteriormente o estádio era utilizado pelo Taguatinga Esporte Clube.
Em 2016 o Serejão começou a passar por uma grande reforma no gramado, o que fez com que o Brasiliense mudasse de lugar temporariamente migrando para o Abadião em Ceilândia. A argumentação do Brasiliense foi que, além da obra, o gramado do estádio Abadião estava melhor do que o de Taguatinga.

### Centro de Treinamento
Em 2010, ano em que completou dez anos, o presidente do clube, Luís Estêvão, promoveu mudanças estruturais no clube, com o início da construção do Centro de Treinamentos do clube, localizado no Setor de Clubes Sul nas margens do Lago Paranoá.

## Rivalidades

### Brasiliense x Gama
Tornou-se o grande rival de outro clube do Distrito Federal, o Gama, a qual duela desde 2001. São os clubes do Distrito Federal que alcançaram as maiores conquistas a nível nacional para o DF, ambos conquistaram o Brasileirão da Série B, além disso são também os clubes de maior torcida entre os candangos. O clássico Verde-Amarelo, como é chamado, é o jogo de maior rivalidade do Distrito Federal e sempre atrai bons públicos. No confronto geral, o Jacaré está á frente Do rival, são 29 vitórias do Brasiliense, contra 25 Vitórias do Gama e 23 empates.

### Brasiliense x Brasília
Com a má fase do Gama, Brasília e Brasiliense tomaram o posto de dois mais competitivos do Distrito Federal no final da década de 2000 e começo da década de 2010. Se em 2009 e 2013 o Brasiliense ganhou o título candango em cima do Brasília, o colorado deu o troco e eliminou o Brasiliense duas vezes só em 2014, pela Copa Verde e pelo Campeonato Brasiliense.. No confronto geral, o Jacaré leva vantagem, são 14 vitórias do Brasiliense, contra 8 vitórias do Brasília e 5 empates. 

### Brasiliense x Ceilândia
Uma rivalidade crescente nos últimos anos tem se formado entre o Jacaré e o Gato Preto. Isso se deve ao fato das equipes disputarem títulos no certame local e vagas em competições nacionais. Os times disputaram os títulos em 2005, 2010, 2017, 2021 e 2022 do Candangão. O Gato Preto ficou com a taça de 2010, e o Jacaré com as outras 4. De 2010 a 2024, os clubes se enfrentaram em 52 oportunidades pelo Campeonato Candango, 1 na Copa Verde e 4 na Série D. O Brasiliense levou a melhor em 30 confrontos, o Ceilândia em 7 e terminou empatado em 20. No ano de 2025, por conta de um início de confronto entre as torcidas das duas equipes em partida válida pelo Candangão, o MPDFT recomendou torcida única nas próximas partidas.

## Símbolos

### Cores

As cores do Brasiliense são referência as cores da bandeira do Distrito Federal.

Suas cores são o verde, o amarelo e o branco, em referência às cores da bandeira do Distrito Federal.

### Camisa
O primeiro uniforme do Brasiliense sempre composto de camisas, calções e meiões amarelos, no ano de 2008 foi introduzida no uniforme uma cruz também em referência à bandeira do Distrito Federal que se manteve até 2016.
O segundo uniforme do Brasilense é sempre composto de camisas, calções e meiões brancos, em 2006 o Brasilense não utilizou o escudo do time e sim a bandeira do Distrito Federal no primeiro e no segundo uniforme.
O terceiro uniforme do Brasilense causou um pouco de polêmica, em 2010 foi lançada a camisa em homenagem ao rock, causou muita repercussão nas mídias, alguns torcedores não gostaram, por uma parte foi bem aceita, sendo umas das camisas mais vendidas da história do clube. Já em 2013 foi lançada a mais polêmica de todas, a camisa verde que causou muita polêmica, por ter a cor do arquirrival, embora  a cor seja uma das três do Brasiliens desde a fundação do clube, a camisa só foi usada em 1 jogo apenas e logo descartada.

### Mascote
Em 2000, durante a disputa da segundona candanga, no programa de rádio A Grande Jogada, que ia ao ar diariamente na 104 OKFM, o apresentador Bruno Mendes se referia ao clube como Tourão do Planalto. A partir de 2001 o Jacaré do Papo Amarelo foi adotado como mascote oficial por ser um animal típico da região Centro-Oeste.

## Títulos

### Profissional
| NACIONAIS  | NACIONAIS                                | NACIONAIS | NACIONAIS                                                         |
|            | Competição                               | Títulos   | Temporadas                                                        |
| ---------- | ---------------------------------------- | --------- | ----------------------------------------------------------------- |
|            | Campeonato Brasileiro - Série B          | 1         | 2004                                                              |
|            | Campeonato Brasileiro - Série C          | 1         | 2002                                                              |
| REGIONAIS  |                                          |           |                                                                   |
|            | Competição                               | Títulos   | Temporadas                                                        |
|            | Copa Verde                               | 1         | 2020                                                              |
| DISTRITAIS |                                          |           |                                                                   |
|            | Competição                               | Títulos   | Temporadas                                                        |
|            | Campeonato Brasiliense                   | 11        | 2004, 2005, 2006, 2007, 2008, 2009, 2011, 2013, 2017, 2021 e 2022 |
|            | Campeonato Brasiliense - Segunda Divisão | 1         | 2000                                                              |

 Campeão invicto

### Campanhas de destaque
| Torneio                         | Campeão                                                               | Vice-campeão                                 | Terceiro colocado              | Quarto colocado |
| ------------------------------- | --------------------------------------------------------------------- | -------------------------------------------- | ------------------------------ | --------------- |
| Copa do Brasil                  | 0 (não possui)                                                        | 1 (2002)                                     | 1 (2007)                       | 0 (não possui)  |
| Brasil Copa Verde               | 1 ( 2020)                                                             | 0 (não possui)                               | 2 (2014, 2025)                 | 1 (2022)        |
| Campeonato Brasileiro - Série B | 1 (2004)                                                              | 0 (não possui)                               | 0 (não possui)                 | 0 (não possui)  |
| Campeonato Brasileiro - Série C | 1 (2002)                                                              | 0 (não possui)                               | 0 (não possui)                 | 0 (não possui)  |
| Campeonato Brasiliense          | 11 (2004, 2005, 2006, 2007, 2008, 2009, 2011, 2013, 2017, 2021, 2022) | 7 (2001, 2003, 2010, 2018, 2019, 2020, 2023) | 5 (2002, 2014, 2015,2016, 2025 | 2 (2012, 2024)  |

### Categorias de base
| DISTRITAIS                | DISTRITAIS                         | DISTRITAIS | DISTRITAIS                                |
|                           | Competição                         | Vezes      | Ano                                       |
| ------------------------- | ---------------------------------- | ---------- | ----------------------------------------- |
| Distrito Federal (Brasil) | Campeonato Brasiliense de Juniores | 7          | 2003, 2004, 2005, 2006, 2007, 2008 e 2009 |
| Distrito Federal (Brasil) | Copa de Futebol Sub 20             | 1          | 2004                                      |

## Estatísticas

### Participações
|  | Participações em 2025 |

| Competição                | Competição             | Temporadas | Melhor campanha           | Estreia | Última | P | R |
| Distrito Federal (Brasil) | Campeonato Brasiliense | 25         | Campeão (11 vezes)        | 2001    | 2025   |   | – |
| Distrito Federal (Brasil) | 2ª Divisão             | 1          | Campeão (2000)            | 2000    | 2000   | 1 |   |
|                           | Copa Verde             | 9          | Campeão (2020)            | 2014    | 2025   |   |   |
| Brasil                    | Campeonato Brasileiro  | 1          | 22º colocado (2005)       | 2005    | 2005   |   | 1 |
| Brasil                    | Série B                | 7          | Campeão (2004)            | 2003    | 2010   | 1 | 1 |
| Brasil                    | Série C                | 5          | Campeão (2002)            | 2001    | 2013   | 1 | 1 |
| Brasil                    | Série D                | 8          | 5° colocado (2014 e 2024) | 2014    | 2024   | – |   |
| Brasil                    | Copa do Brasil         | 17         | Vice-campeão (2002)       | 2002    | 2024   |   |   |